# Miss Connecticut USA
Miss Connecticut USA, est un concours de beauté féminin, pour les jeunes femmes désireuses de représenter l'état de Connecticut, à l'élection de Miss USA. Malgré le nombre élevé de demi-finalistes en 1960, dans le Connecticut a été l'un des moins bien classé dans l'histoire de Miss USA, entre 1969 et 2002, aucune Miss Connecticut USA est classée dans la compétition nationale.

## Lauréates
| Année | Nom                    | Domicile      | Age1 | Classement à Miss USA | Prix spéciaux à Miss USA | Notes |
| ----- | ---------------------- | ------------- | ---- | --------------------- | ------------------------ | --- |
| 2025  | Jenna Hofmann          | Fairfield     | 23   |                       |                          | |
| 2024  | Shavana Clarke         | Bridgeport    | 29   |                       |                          | |
| 2023  | Karla Aponte Roque     | Branford      | 28   | Top 20                |                          | |
| 2022  | Cynthia Dias           | Wolcott       | 23   | Top 12                |                          | A voté dans le Top 16 par le vote en ligne.                                                                                        |
| 2021  | Amanda Torchia         | Middlebury    | 25   |                       |                          | |
| 2020  | Chelsea Demby          | Farmington    | 23   |                       |                          | |
| 2019  | Acacia Courtney        | Hamden        | 26   |                       |                          | |
| 2018  | Jamie Hughes           | Stamford      | 24   |                       |                          | |
| 2017  | Olga Litvinenko        | Greenwich     | 26   |                       |                          | Miss Connecticut Teen USA 2007 |
| 2016  | Tiffany Teixeira       | Bridgeport    | 24   | Top 10                |                          | Miss Connecticut Teen USA 2009 |
| 2015  | Ashley Golebiewski     | Hartford      | 21   |                       |                          | |
| 2014  | Desirée Pérez          | Greenwich     | 26   |                       |                          | |
| 2013  | Erin Brady             | East Hampton  | 25   | Vainqueure            |                          | Top 10 en Miss Univers 2013 |
| 2012  | Marie-Lynn Piscitelli  | North Haven   | 26   |                       |                          | Participante à Miss Connecticut Teen USA 2001                                                                                      |
| 2011  | Regina Turner          | Old Saybrook  | 21   |                       |                          | |
| 2010  | Ashley Bickford        | Torrington    | 24   |                       |                          | Miss Connecticut Teen USA 2002 et Top 10 at Miss Teen USA 2002. Miss Rhode Island 2007 puis Miss Photogénique à Miss America 2008. |
| 2009  | Monica Pietrzak        | Manchester    | 25   | Top 15                |                          | Sœur de Miss Massachusetts USA 2012, Natalie Victoria Pietrzak                                                                     |
| 2008  | Jacqueline Honulik     | Fairfield     | 21   |                       |                          | |
| 2007  | Melanie Mudry          | New Hartford  | 26   |                       |                          | |
| 2006  | Jeannine Phillips      | Lisbon        | 22   |                       |                          | |
| 2005  | Melissa Mandak         | Hamden        | 26   |                       |                          | |
| 2004  | Sheila Wiatr           | Rocky Hill    | 24   |                       |                          | |
| 2003  | Michelle LaFrance      | Orange        | 24   |                       |                          | |
| 2002  | Alita Dawson           | Hamden        | 22   | 4e dauphine           |                          | Ancienne Miss Connecticut Teen USA 1997, Miss Teen All American 1998                                                               |
| 2001  | Amy Vanderoef          | Bristol       | 26   |                       |                          | |
| 2000  | Sallie Toussaint       | Hartford      | 25   |                       |                          | Miss Monde USA 1997, demi-finaliste à l'élection de Miss Monde 1997                                                                |
| 1999  | Christina Damico       |               |      |                       |                          | |
| 1998  | Kristina Hughes        | Pawcatuck     |      |                       |                          | |
| 1997  | Christine Pavone       | Shelton       | 23   |                       |                          | |
| 1996  | Wanda Gonzalez         |               | 24   |                       |                          | |
| 1995  | Traci Bryant           | New Haven     |      |                       |                          | |
| 1994  | Mistrella Egan         | Danbury       |      |                       |                          | |
| 1993  | Alison Benusis         | Ridgefield    |      |                       |                          | Miss Connecticut Teen USA 1991 |
| 1992  | Catherine Sanchez      |               |      |                       |                          | |
| 1991  | Valorie Abate          |               |      |                       |                          | Miss Connecticut 1992, 1re dauphine de Miss Oktoberfest 1991                                                                       |
| 1990  | Allison Barbeau-Diorio |               |      |                       |                          | Miss Connecticut Teen USA 1987 |
| 1989  | Lisa Vendetti          | South Windsor |      |                       |                          | |
| 1988  | Cathy Galasso          | Hamden        |      |                       |                          | |
| 1987  | Jolene Foy             | Clinton       |      |                       |                          | |
| 1986  | Jennifer Benusis       | Ridgefield    |      |                       |                          | |
| 1985  | Adrianne Hazelwood     | Hamden        |      |                       |                          | Miss Wisconsin Teen USA 1984, top 10 à Miss Teen USA 1984.                                                                         |
| 1984  | Lynne Scalo            | Bridgeport    |      |                       |                          | |
| 1983  | Mary Seleman           | Swansea       |      |                       |                          | |
| 1982  | Maureen Szekeres       | Shelton       |      |                       |                          | |
| 1981  | Kelly Thompson         | Monroe        |      |                       |                          | |
| 1980  | Kristine Wilson        | Farmington    |      |                       |                          | |
| 1979  | Mary Beth Lombardi     | Vernon        |      |                       |                          | |
| 1978  | Martha Szabo           | Hartford      |      |                       |                          | |
| 1977  | Sue Crone              | Meriden       | 24   |                       |                          | |
| 1976  | Rozalyn Ralph          | Waterbury     | 23   |                       |                          | |
| 1975  | Michele Menegay        |               |      |                       |                          | |
| 1974  | Valerie Cappello       |               |      |                       |                          | |
| 1973  | Wendy Vecchiarino      |               |      |                       |                          | |
| 1972  | Diane Stevens          |               |      |                       |                          | |
| 1971  | Diane Turetzky         | Waterford     | 18   |                       |                          | |
| 1970  | Patricia Matthews      | Farmington    |      |                       |                          | |
| 1969  | Elizabeth Wanderman    |               |      | Demi-finaliste        |                          | Demi-finaliste à Miss Monde USA 1971 et Miss New Jersey                                                                            |
| 1968  | Janice Shilinsky       |               |      |                       | Demi-finaliste           | |
| 1967  | Pas d'élection         |               |      |                       |                          | |
| 1966  | Pat Denne              | West Hartford |      | 1re dauphine          |                          | |
| 1965  | Elizabeth Matusko      |               |      |                       |                          | |
| 1964  | Patricia Powell        |               |      |                       |                          | |
| 1963  | Gail Dinan             |               |      |                       |                          | Demi-finaliste à Miss American Beauty 1965, représente les États-Unis à l'élection de Miss Internationale 1963                     |
| 1962  | Diane Zabicki          |               |      | 1re dauphine          |                          | |
| 1961  | Florence Mayette       |               |      | Demi-finaliste        |                          | représente l'état du Vermont à Miss Monde USA 1961, sans être classée                                                              |
| 1960  | Joyce Trautwig         |               |      |                       | Demi-finaliste           | |
| 1959  | Jayne Burghardt        |               |      |                       |                          | |
| 1958  | Dorothy Dillen         |               |      |                       |                          | |
| 1957  | Rosemary Galliotti     |               |      |                       |                          | |
| 1956  | Dorothy Bailey         |               |      |                       |                          | |
| 1955  | Jane Bartolotta        |               |      |                       |                          | |
| 1954  | Andrea Todd            |               |      | Semifinalist          |                          | |
| 1953  | Beverlee Burlant       |               |      |                       |                          | |
| 1952  | Jo Kuhlmann            |               |      |                       |                          | |